# José Heredia Maya
José Heredia Maya (Albuñuelas, 2 de gener de 1947 - Granada, 17 de gener de 2010) fou un poeta, dramaturg i assagista en llengua castellana.
Va créixer a Albañuelas (Granada), en el si d'una família gitana humil. De petit va mostrar la seva devoció per la poesia i el 1973 va començar el seu llibre Penar Ocono, ja amb el seu primer llibre de poesia va captivar la crítica i va rebre cartes d'admiració d'escriptors com Vicente Aleixandre, de Blas de Otero o de José Hierro.
Va estudiar filologia romànica a la Universitat de Granada, institució en la qual, en acabar els seus estudis, va exercir de professor des de 1976, any en el qual es va estrenar el seu espectacle teatral Camelamos Naquerar, amb el "bailaor" Mario Maya, una fita artística de dignificació del flamenc, como ja van fer en el seu moment Antonio Machado, Federico García Lorca o Manuel de Falla; també una fita social, passant a ser un dels pioners en la reivindicació contra 5 segles de persecució del poble gitano a Espanya. Seguirien altres obres com Macama Jonda, Sueño Terral o Un gitano de ley, relat de la vida i la mort de Ceferino Giménez Malla. Ha fundat el Seminario de Estudios Flamencos de Granada.Encara hi ha persones de la seva família que estan molt contents amb la seva història, ja que passa de pares a fills i alguns d'aquells fills vol seguir-lo com a model, pensen que va ser un bon home que va fer tot lo possible per sortir al devand i fer veure que els gitans són iguals que qualsevol altra raça, que tothom sóm iguals i que tothom tenim els nostres drets i els nostres deures.

## Obra
- Penar Ocono (1973, poemes
- Poemas indefensos (1974), poemes
- Camelamos Naquerar(Queremos hablar) (1976), obra de teatre
- Charol (1983), llibre de poemes
- Macama Jonda (1983), obra de teatre
- Sueño Terral, obra de teatre
- Experiencia y Juicio (1994), llibre de poemes
- Un gitano de ley (1997), obra de teatre
- "La mirada limpia" (o la existencia del otro) (2000)
- Memoria de papel (2000)
- Literatura y Antropología (2001)